# Tylko Gorzów
Tylko Gorzów – darmowy miesięcznik gorzowski. Utrzymuje się tylko z reklam i ogłoszeń zamieszczanych na jego łamach. Porusza głównie sprawy Gorzowa Wielkopolskiego i jego najbliższych okolic. Ukazuje się od 2002 roku. Partnerem tygodnika jest powstały w 2007 roku portal internetowy gorzow24.pl.